# Ali Jemal
Ali Jemal (in arabo علي جمل‎?; Tunisi, 9 giugno 1990) è un calciatore tunisino, portiere dell'Al-Merrikh.

## Carriera
Cresciuto nel settore giovanile dell'Espérance, debutta in prima squadra il 31 maggio 2015 in occasione dell'incontro di Championnat de Ligue Professionelle 1 vinto 4-1 contro il Gafsa.

## Statistiche
Statistiche aggiornate al 10 dicembre 2021.

### Presenze e reti nei club
| Stagione        | Squadra         | Campionato      | Campionato | Campionato | Coppe nazionali | Coppe nazionali | Coppe nazionali | Coppe continentali | Coppe continentali | Coppe continentali | Altre coppe | Altre coppe | Altre coppe | Totale | Totale | Totale |
| Stagione        | Squadra         | Comp            | Pres       | Reti       | Comp            | Pres            | Reti            | Comp               | Pres               | Reti               | Comp        | Pres        | Reti        | Pres   | Reti   |        |
| --------------- | --------------- | --------------- | ---------- | ---------- | --------------- | --------------- | --------------- | ------------------ | ------------------ | ------------------ | ----------- | ----------- | ----------- | ------ | ------ | ------ |
| 2014-2015       | Espérance       | L1              | 1          | 0          | CT              | 0               | 0               |                    | -                  | -                  |             | -           | -           | 1      | 0      |        |
| 2015-2016       | Ben Guerdane    | L1              | 12         | 0          | CT              | 0               | 0               |                    | -                  | -                  |             | -           | -           | 12     | 0      |        |
| 2015-2016       | Espérance       | L1              | 7          | 0          | CT              | 0               | 0               |                    | -                  | -                  |             | -           | -           | 7      | 0      |        |
| 2017-2018       | Espérance       | L1              | 13         | 0          | CT              | 0               | 0               |                    | -                  | -                  |             | -           | -           | 13     | 0      |        |
| 2019-2020       | Stade Tunisien  | L1              | 24         | 0          | CT              | 0               | 0               |                    | -                  | -                  |             | -           | -           | 24     | 0      |        |
| 2020-2021       | Stade Tunisien  | L1              | 25         | 0          | CT              | 0               | 0               |                    | -                  | -                  |             | -           | -           | 25     | 0      |        |
| 2021-2022       | Étoile du Sahel | L1              | 7          | 0          | CT              | 0               | 0               | CCL                | 2                  | 0                  |             | -           | -           | 9      | 0      |        |
| Totale carriera | Totale carriera | Totale carriera | 89         | 0          |                 | 0               | 0               |                    | 2                  | 0                  |             | -           | -           | 91     | 0      |        |

## Palmarès

### Club

#### Competizioni nazionali
- Campionato tunisino: 4

Espérance: 2011-2012, 2013-2014, 2016-2017, 2017-2018, 2018-2019
- Coppa di Tunisia: 1

Espérance: 2015-2016

#### Competizioni internazionali
- Champions League araba: 1

Espérance: 2017
- CAF Champions League: 1

Espérance: 2018-2019